# Jean-Paul Racine
Pour l’article homonyme, voir Racine.
Jean-Paul Racine est un fabricant, marchand et homme politique fédéral et municipal du Québec né le 8 février 1928 et mort le 13 janvier 1988.

## Biographie
Né à Saint-Honoré-de-Shenley dans la région de Chaudière-Appalaches, il est élu une première fois député du Parti libéral du Canada dans la circonscription fédérale de Beauce en 1958. Défait en 1962 et en 1963, il revient en politique avec son élection en 1965. Il est à nouveau défait en 1968.
Il est maire de la municipalité de Saint-Honoré de 1955 à 1957. 
Il était l'époux de Paule Bégin et le père de Pascale, Julie, Jean et Rébecca.